# En Ajjala
En Ajjala (hebr. עין אילה) – moszaw położony w Samorządzie Regionu Chof ha-Karmel, w dystrykcie Hajfa, w Izraelu.

## Położenie
Moszaw En Ajjala leży w północnej części równiny Szaron na południe od masywu górskiego Karmel, w otoczeniu miasteczka Furajdis, moszawów Dor, Ha-Bonim, Cerufa i Ofer, oraz kibucu Nachszolim.

## Historia
Pierwotnie w miejscu tym znajdowała się arabska wioska Ajn Ghazal. Podczas I wojny izraelsko-arabskiej w trakcie operację Szoter w dniu 26 lipca 1948 roku wioska została zdobyta, zniszczona i wysiedlona przez izraelskie oddziały.
Współczesny moszaw został założony w 1949 roku przez imigrantów z Czechosłowacji.

## Edukacja
W moszawie znajduje się religijna uczelnia Chabad of Ein Ayala.

## Gospodarka
Gospodarka moszawu opiera się na intensywnym rolnictwie, sadownictwie i uprawach warzyw w szklarniach. W moszawie działa firma Robotecnics Ltd. produkująca automatyczne systemy produkujące oraz roboty przemysłowe. Spółka Approtect Ltd. dostarcza oprogramowanie antypirackie i tworzy systemy zabezpieczeń dla potrzeb przemysłu softwarowego. Położona na wschód od moszawu wzgórza poddawane są systematycznemu zalesianiu. Całością akcji kieruje Żydowski Fundusz Narodowy.

## Komunikacja
Wzdłuż zachodniej granicy moszawu przebiega autostrada nr 2, brak jednak możliwości wjazdu na nią. Lokalna droga prowadząca na wschód prowadzi do skrzyżowania z drogą ekspresową nr 4. Natomiast lokalna droga prowadząca na zachód prowadzi do moszawu Ha-Bonim.